# Puniša Račić

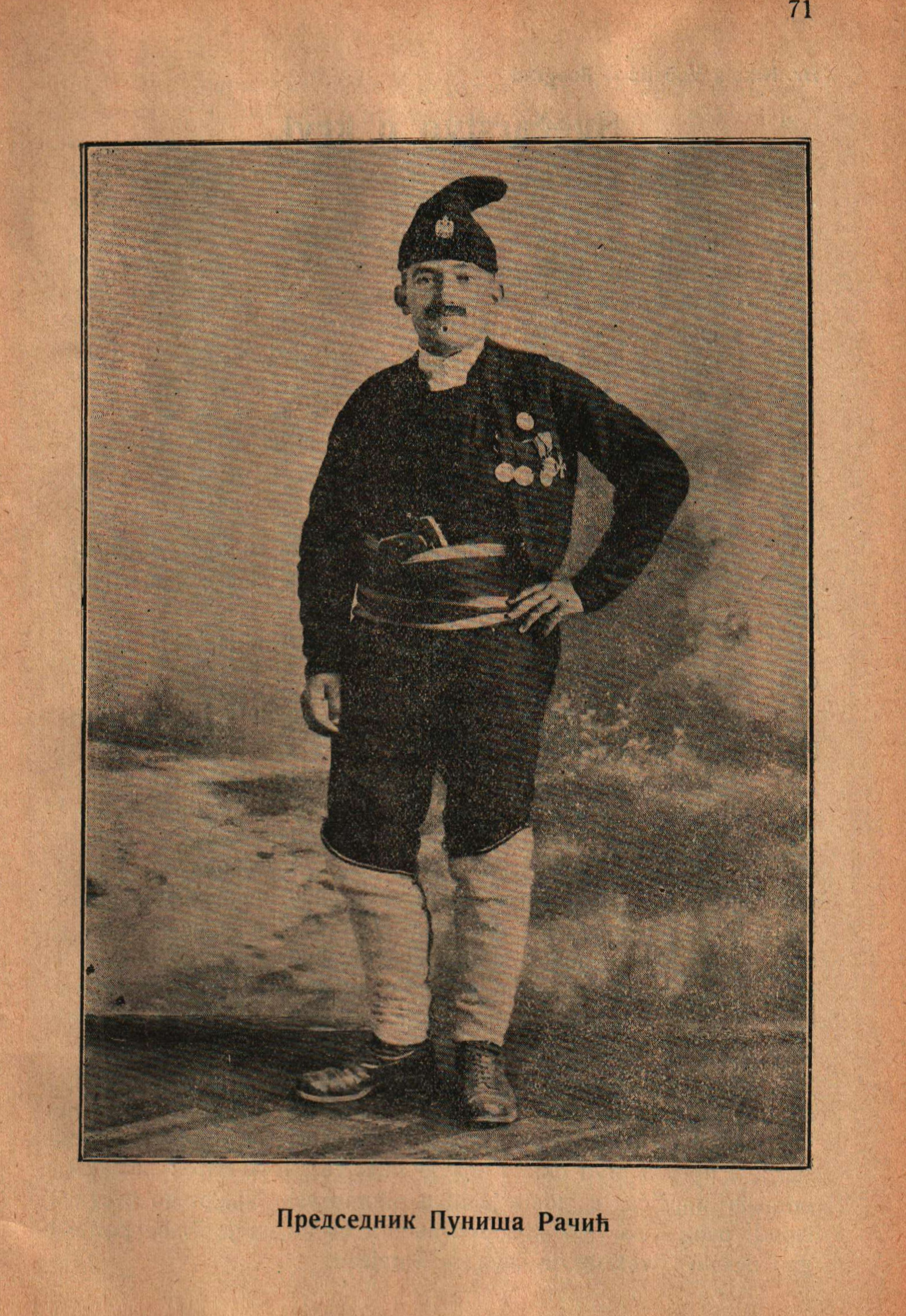
Puniša Račić, 1926

Puniša Račić (v srbské cyrilici Пуниша Рачић; 12. června 1886, Slatina - říjen 1944 Bělehrad) byl politik v dobách království Jugoslávie, původem z Černé Hory. Proslavil se hlavně účastí na přestřelce v jugoslávském parlamentu 20. června 1928, během které zastřelil předsedu Chorvatské selské strany, Stjepana Radiće a dva další poslance téže strany, za což byl odsouzen na 20 let vězení.
Soudní proces s Račićem se stal sporem mezi Chorvaty a Srby, zdali má být popraven, či doživotně odsouzen. Otázkou se hlavně stala skutečnost, zdali střílel Račić na chorvatské poslance v afektu, nebo se jednalo o předem připravený čin. Pokud by byla skutečností druhá možnost, otevřela by dveře početným spekulacím. V lednu 1929 totiž král Alexandr I. Karađorđević převzal vládu v zemi, vida, že národní shromáždění již není schopné stát řídit. Takový názor měl však jugoslávský vládce již delší dobu, po střelbě ale svůj plán na převrat odložil, aby s ní nebylo nastolení nového režimu spojováno.